# Vånafjärden
Vånafjärden är ett samhälle i Kalix kommun, Norrbottens län. Samhället avgränsades till en småort från 1990 till 2023.
"Våna" kommer sannolikt från fiskeredskapet våna. I en rättssak vid Piteå härads tingslag i februari 1715 nämndes plural "wåhner" i en konflikt om konkurrens om laxfisket i Porsnässundet: "i Portnäßsundet att bruka och nedläggia wåhner".
Ett fotbollslag bildades i byn 1915, IFK Vånafjärden men som upplöstes 1928, när KIK, Karlsborgs IK startade.